# La Bresca
La Bresca es un barrio perteneciente al distrito Bailén-Miraflores de la ciudad andaluza de Málaga, España. Según la delimitación oficial del ayuntamiento, limita al norte con el barrio de Victoria Eugenia; al este, con el barrio de La Trinidad; al oeste con Suárez; y al sur con Camino de Suárez.

## Demografía
El barrio contaba en 2022 con una población total de 1.166 habitantes. Se trata de uno de los barrios de la capital malagueña en los que la presencia de hogares compuestos únicamente por población anciana -de 65 años o más-  es superior a la media municipal, como reflejo del nivel de envejecimiento de su población. Cuenta, además, con un significativo número de hogares unipersonales.

## Transportes
En autobús queda conectado mediante las siguientes líneas de la EMT: 
| Línea | Trayecto                         | Recorrido | Frecuencia    |
| ----- | -------------------------------- | --------- | ------------- |
| C2    | Circular 2                       | Recorrido | 11-12 minutos |
| 6     | Alameda Principal - La Milagrosa | Recorrido | 50 minutos    |
| 15    | La Virreina - Santa Paula        | Recorrido | 11-12 minutos |
| N2    | Plaza de la Marina - Circular    | Recorrido | 50-55 minutos |